# Immunrendszer

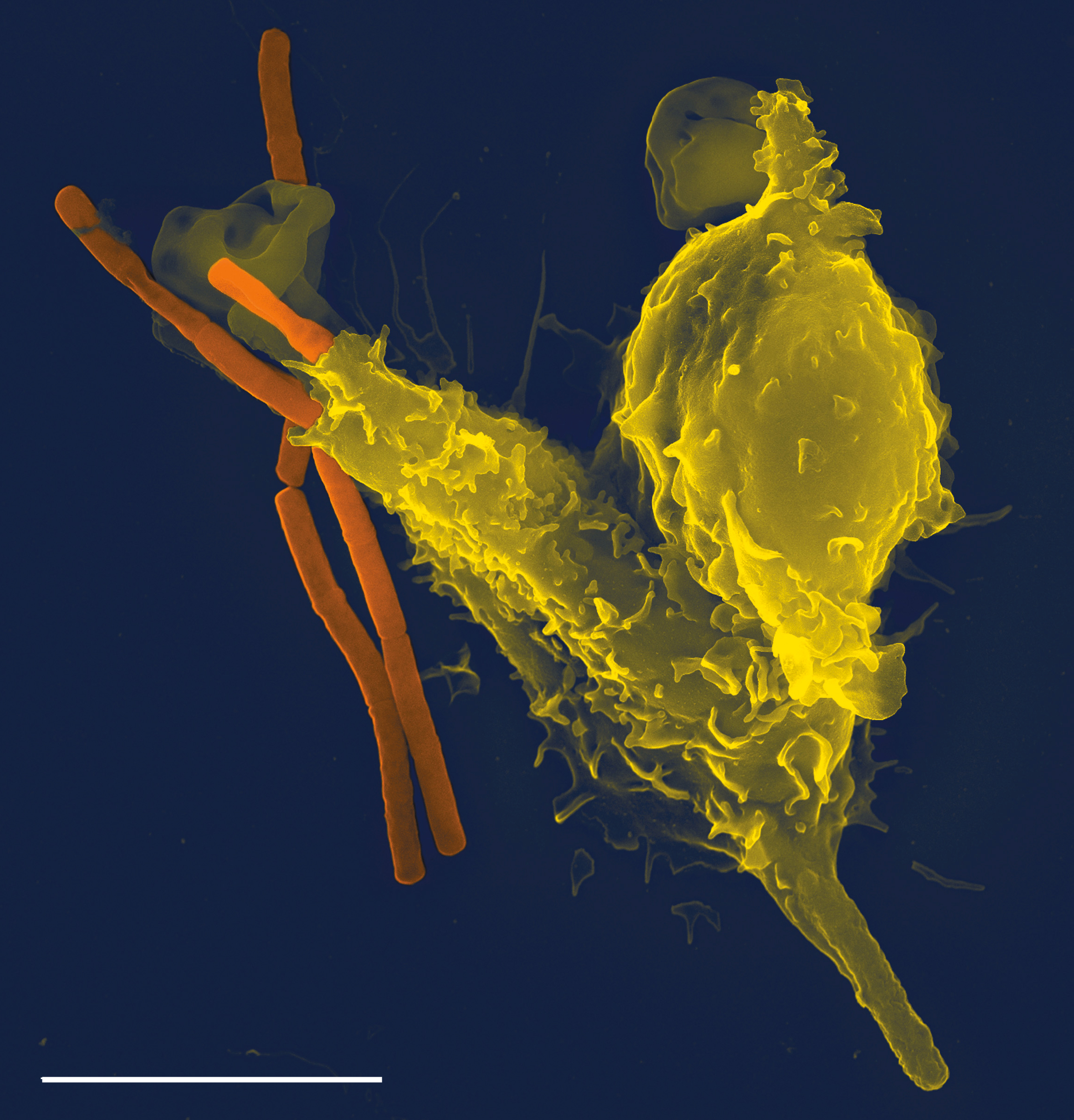
Egyetlen neutrofil granulocita falósejt (sárga) pásztázó elektronmikroszkópos képe, amely bekebelezi az lépfenebacilust (narancssárga)

Az immunrendszer a szervezet védekező mechanizmusa, 
egy adott antigén hatására kialakuló, az esetleges fertőzés elleni védekezésben résztvevő sejtek, szövetek és szervek együttese. Ennek a szervrendszernek a működése az immunitásban nyilvánul meg. Ennek a szónak jelentése: védettség, mentesség. Az immunrendszer fő feladata, hogy megkülönböztesse a saját és nem saját, vagyis idegen anyagokat. Valamint, ha idegen anyaggal találkozik, akkor azt eltávolítsa, megsemmisítse. 
A leggyakoribb kórokozók a baktériumok, vírusok, gombák, de előfordulnak eukarióta egysejtűek, sőt, többsejtű kórokozók is, mint például férgek. A saját szervezet károsodása is veszélyes lehet a szervezet számára, mint például rákos daganatok. Normál esetben, ha egy sejt már nem tudja megfelelően ellátnia feladatát, akkor vagy magukat pusztítják el (apoptózis), vagy elpusztíttatják magukat (nekrózis). A túlélés érdekében minden szervezetnek kell, hogy legyen védekező reakciója. A veleszületett immunválasz már a törzsfejlődés korai szakaszában megjelent, és azóta lényegében változatlanul működik. A gerincesek immunrendszere képes a tanulásra, ez a szerzett immunitás, ami még hatékonyabbá teszi a védekezést. A kétféle immunrendszer együttműködése segít megőrizni a szervezet egészségét.
A növényeknél az állatokhoz hasonló veleszületett immunválasz működik, de nincs adaptív immunválasz, így T-sejtek és antitestek sem. Baktériumokban és archeákban a CRISPR-Cas-rendszer valósítja meg a tanulásra képes immunitást, ami vírusokkal szemben védi őket.

## Típusai

### Veleszületett immunitás
A velünk született védettség embrionális korban alakul ki. 
Az egyed megszületésekor többféle genetikusan meghatározott immunológiai adottságot hordoz:
- a leukociták (fehérvérsejtek) fagocitáló képessége,
- a gyomornedv sósavtartalmának baktericid (baktériumölő) hatása,
- anatómiai és fiziológiai akadályok, mint a bőr, a tápcsatorna, a légutak és a húgyutak nyálkahártyája, mint elsődleges védelmi vonal, véd a behatoló kórokozók ellen,
- a szervezetben képződő baktericid kémiai anyagok (pl. a nyálban található lizozim enzim, vagy a nyálkahártyákat védő properdin fehérjekomplex),
- gyulladás,
- szérum komplementrendszer.

Nem igényel „tanulást”, vagyis a kórokozóval való előzetes találkozást.
Ez azt jelenti, hogy nem specifikus a kórokozóval szemben, viszont percek alatt reagál.
A természetes immunitást a leukociták fagocita csoportjába tartozó sejtek és 
a testnedvekben jelenlévő komplementrendszerek alkotják.

### Szerzett immunitás
A szerzett immunitásra születésünk után teszünk szert természetes vagy mesterséges úton. A gerincesek szerzett immunitása az egyed egész életében folyamatosan fejlődik, tanul, alkalmazkodva az újabb és újabb, vagy megváltozott kórokozókhoz. Az immunrendszer felismeri a behatoló specifikus fehérjéit (antigén), és célzottan válaszol, sejtes és nem sejtes módon. Háromféle sejt vesz részt benne: az antigénprezentáló sejtek (APC), köztük a dendritikus sejtek; a T-limfociták, melyek a sejtes válaszért felelősek; és a B-sejtek, melyek a humorális immunválaszban vesznek részt, azaz antitesteket termelnek az antigének ellen. 

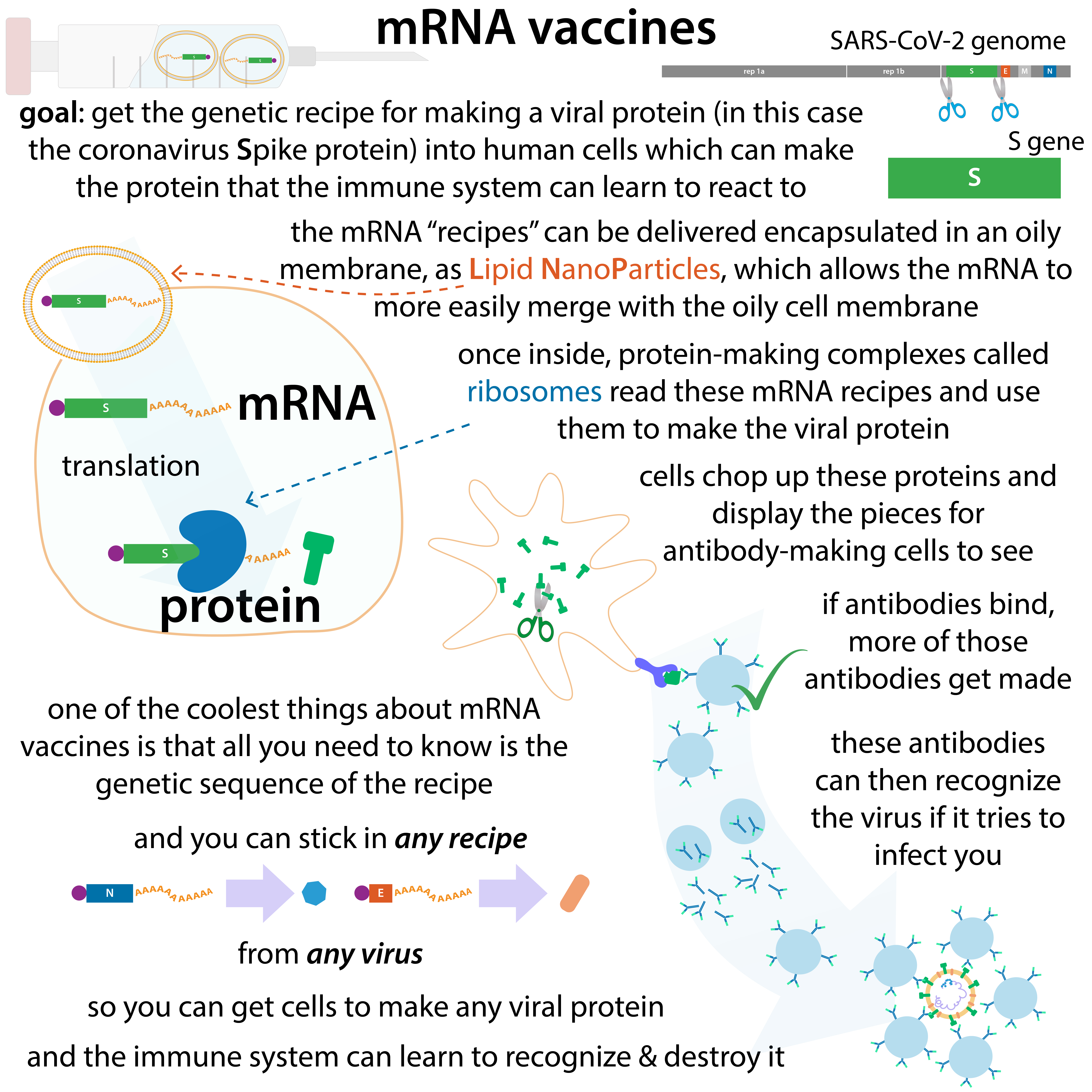
Egy infografika, amely elmagyarázza a SARS-CoV-2 mRNS vakcinák (és általában az mRNS vakcinák) működését

Nem képes a veleszületett immunitást pótolni, hiszen csak a már ismert kórokozók ellen „vethető be”. 

#### Természetesen szerzett immunitás
Ha egy kórokozó megfertőz minket, az immunrendszerünk aktiválódik. Ha legyőzi a betegséget, akkor az azt okozó anyagot, illetve az ellene felhasználható antitestet „megjegyzi”. Az immunrendszer emlékezetét a memóriasejtek alkotják. Így, ha újbóli fertőzés történik az adott anyaggal, már egy felkészült immunrendszerrel találkozik, s a betegség lefolyása szinte tünetmentes lesz. 

#### Mesterségesen szerzett immunitás
Vannak olyan betegségek, amik kijátsszák az immunrendszer működését, vagy olyan súlyosak, hogy a szervezet képtelen megbirkózni velük. Ilyenkor mesterséges immunitás kialakítása szükséges. Ennek eszköze a védőoltás. A védőoltás során legyengített vagy elölt kórokozókat, antigéneket juttatnak a fertőzést nem elkapott szervezetbe, melyeket az immunrendszer könnyen legyőz; így a betegség tünetmentesen játszódik le, viszont a szervezet megjegyzi a kórokozókat, és később „erős” példányaik ellen is tud védekezni. Aki már elkapta a betegséget, az kész antitesteket kaphat, melyek az immunrendszer közreműködése nélkül győzik le a kórokozókat.
A legújabb és a korábbi védőoltásoktól merőben eltérő technológiával gyártott mRNS alapú vakcina a fertőző vírus kicsi, ártalmatlan fragmentumát, a vírus egy proteinjét kódolja az immunsejtek számára, egy mRNS molekulában, ez alapján az immunsejtek létrehozzák az ellenanyagot, vagyis „megtanulják” a vírus felismerését és megtámadását. Ezáltal lehetővé válik a gyors és specifikus immunválasz a konkrét vírussal való érintkezéskor, megakadályozva annak szaporodását és terjedését az emberi szervezetben. A természetes védekezéshez hasonlóan antitestek termelődnek és aktiválódnak a T-sejtek.  A COVID elleni vakcinákban található modRNS-ek például a toxikus tüskefehérjét kódolják, melyek a szervezetben aztán gyulladásokat, vérrögöket és autoimmun reakciókat okoznak. https://www.histo-atlas.com/
A kész ellenanyagot akkor használják, amikor az egyén már megfertőződött, de még nem rendelkezik a betegség elleni immunitással. Az ellenanyagot egyszerű és jól bevált módszerrel készítik: az adott immunogénnel megfertőznek egy nagyobb testű állatot, általában szarvasmarhát. Az állatban lejátszódik a védekezés, de nagy tömege miatt nem produkál tüneteket. A védekezési folyamat végén vért vesznek a fertőzött állattól, s ez a vér tartalmazza az ellenanyagot. Felhasználják a fertőzésből kigyógyult, elegendő antitestet termelő volt betegek vérplazmáját is. Ez a passzív immunizálás, (például Tetanus antitoxin, Anti-D) ami a szervezet saját védelmi rendszerének „végrehajtó elemeit” mozgósítja.

## Működése

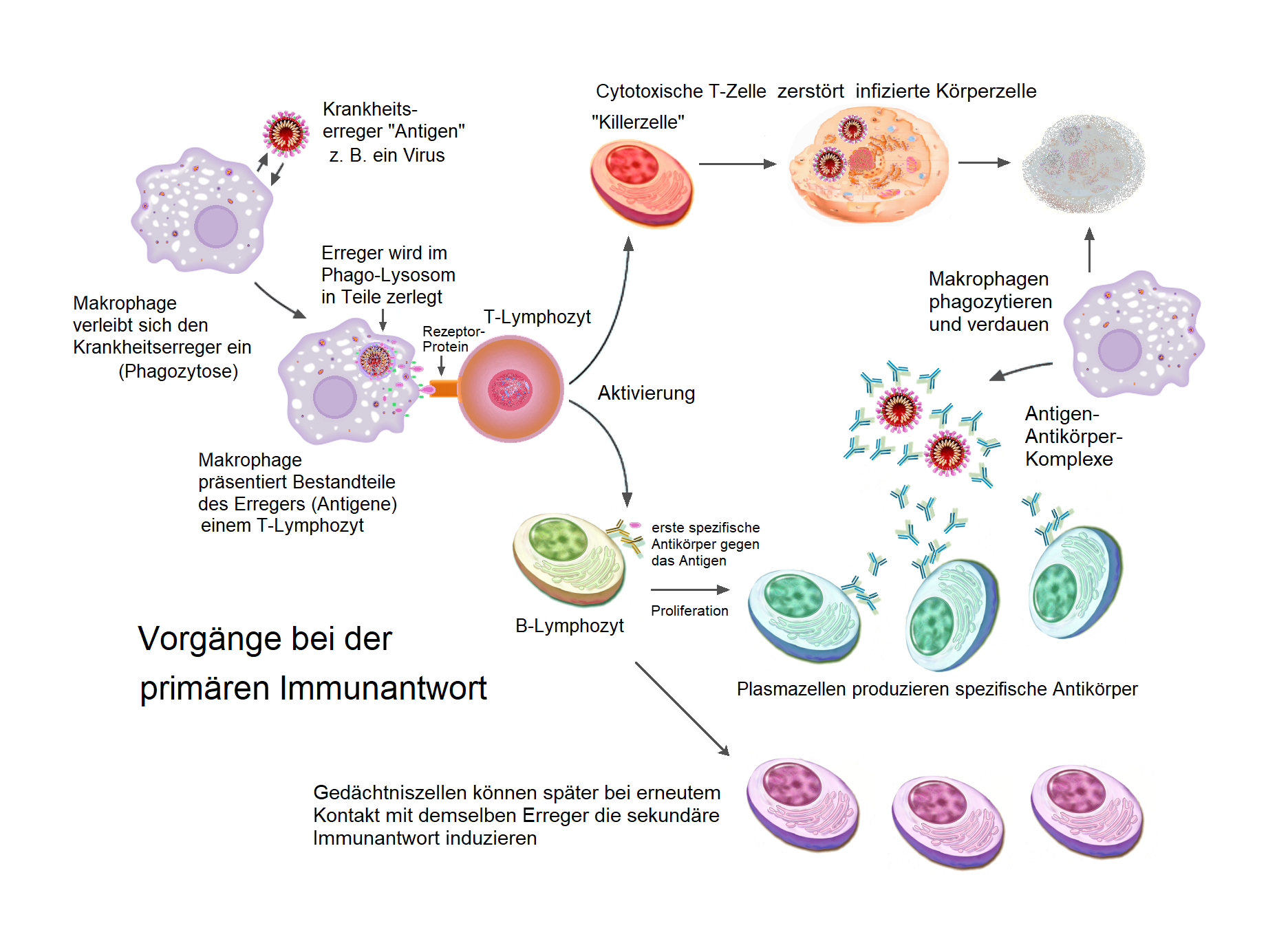
Az elsődleges immunválasz vázlata

Az immunrendszer működése az idegen anyagok ellen az immunválasz, ami a következő:
- behatol a szervezetbe egy antigén anyag;
- a T-limfociták felismerik és beindítják a védekezési folyamatot;
- a B-limfociták antitesteket termelnek;
- az antitestek kapcsolatba lépnek az antigénnel, s antigén-antitest-komplexet alkotnak;
- a limfociták hatására felszabaduló anyagokat érzékelő falósejtek aktiválódnak;
- a falósejtek bekebelezik a képződött komplexet és elpusztítják azt;
- a granulociták elpusztulnak és genny keletkezik;
- a T-memória megjegyzi az antigénre jellemző tulajdonságokat;
- a B-memória megjegyzi az adott antigén elleni antitestre jellemző aminosav sorrendet.

Első fertőzéskor még nem áll rendelkezésre információ az adott kórokozóról, ezért a nem specifikus immunrendszer lép működésbe. Így a makrofágok, a dendritsejtek és más antigénprezentáló sejtek veszik fel a harcot. Ezután működésbe lép a többi sejt is, így ekkor is termelődnek antigének, melyek közül a hatásosakat a memóriasejtek megjegyzik.
Egy betegség kialakulásában szerepet játszanak a behatolók tulajdonságai, számuk, és az immunrendszer állapota. A kórokozóval történt korábbi találkozás immunitást alakít ki, ami több esetben élethosszig fennáll, de vannak esetek, amikor ez mulandó. Előfordulhat, hogy túl kevés kórokozó jutott be, így az immunrendszer könnyen győz, és az elveszett sejteket a szervezet pótolja. Lehet a kórokozó túl gyenge a betegség okozásához. Legyengített kórokozókat használnak immunizáláshoz. Előfordulhat, hogy nem sikerül gyorsan leküzdeni a fertőzést, de az immunrendszer eléri, hogy ne, vagy csak kevéssé hasson a szervezet működésére. Egyértelmű tünetek híján nem lehet megjósolni a fertőzés további kimenetelét.
Előfordul, hogy kórokozók vagy rákos sejtek átverik az immunrendszert, így az immunválasz elmarad, ezzel a betegség súlyos formában mutatkozik meg. 

### Antigén
A védekezési folyamatot kiváltó anyagok az antigének, más néven immunogének. Tipikusan erős immunogén hatással rendelkezhetnek: 
- a vírusok, amelyek csak más élőlények sejtjeiben, parazitaként képes szaporodni,
- az idegen sejtek, mint például a baktériumok, szövetek és parazita gombák,
- a nagy molekulák (10.000 g/mol-nál nagyobb a moláris tömegük), fehérjék, szénhidrátok és akár lipidek is.

Az antigének felépítésében elsősorban fehérjék, állati, növényi vagy szintetikus eredetű polipeptidek vesznek részt. Erős immunogenitású anyagok a baktériumok toxinjai is. Antigének lehetnek egyes poliszacharidok, mukopoliszacharidok (pl. a baktériumok sejtfal vagy tok antigénjei), de más, változatos felépítésű struktúrák (pl. por, pollen), esetleg elfajult szövetek (daganatsejtek) is.
Az antigének jellemzője a specificitás, ezért a tulajdonságért nem a teljes molekula, hanem annak egy kis területén elhelyezkedő ún. antigéndetermináns csoportok (epitópok) a felelősek.
A legtöbb antigén több determináns csoporttal is rendelkezik s ezek mindegyike ellenanyag termelést indíthat be.
Vannak olyan anyagok, amelyek önmagukban nem váltanak ki immunválaszt (általában kisebb molekulák), de carrier-fehérjéhez (hordozó részhez) kapcsolódva immunogénné válnak. Ez a haptén vagy félantigén.
Az immunaktív szervezet számára három antigéncsoportot különböztetünk meg:
- Autoantigén: mindazok az anyagok, amelyek egyébként a szervezet saját testanyagai, de amelyeket kóros körülmények között az immunrendszer idegenként regisztrál, és ellenük ellenanyagképzést indít meg.
- Izoantigének: azonos faj különböző egyedeinek egymástól eltérő antigénjei.
- Heteroantigének: különböző fajú egyedek antigénhatású anyagai.

### A falósejtek, vagyis fagociták
A falósejtek a RES rendszer (Reticulo Endothelialis Systema, vagy MPS - Mononuclear Phagocyte System) tagjai: behálózzák az egész szervezetet, a szervezet első védelmi rendszerébe tartoznak, nem tömörülnek szervekbe. Megtalálhatók a vérben, májban, bekebelezik a kórokozókat, majd maguk is elpusztulnak.
Ide tartoznak:

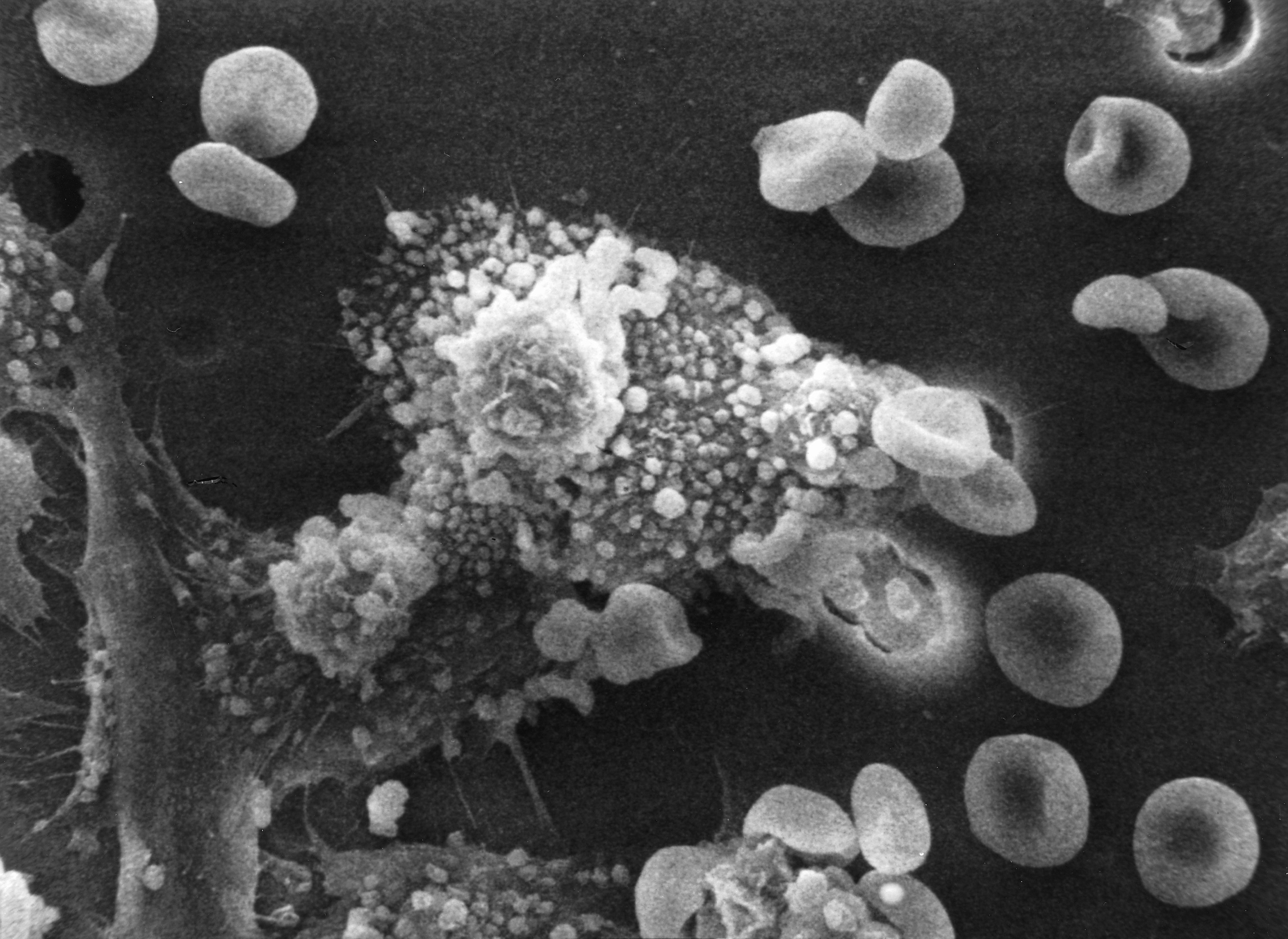
A makrofág elpusztítja a rákos sejtet, amit idegen anyagként azonosít és hozzátapad. A rákos sejt tüskékkel rendelkezik, a makrofág a rákos sejthez olvad és befecskendezi a toxinjait. A rákos sejt elveszíti tüskéit, a makrofág pedig simává válik, míg a rákos sejt csomóssá. A makrofág bekebelezi a rákos sejtet, amely ezután elveszíti morfológiáját, összezsugorodik és elpusztul

- Granulociták (granulált leukociták): A vörös csontvelőben termelődnek, amőboid mozgásra képesek. A védekezés során elpusztulnak, és genny jön létre. Nevüket a citoplazmájukban található festékszemcsékről, granulátumokról kapták. Nagyon érzékenyek a limfocitákból és az antigénekből felszabaduló kémiai anyagokra. Kemotaxissal „utaznak” az anyag felszabadulási helyére. Feladatuk a bekebelezés.
- Monociták (makrofágok): Ezek is a vörös csontvelőben termelődnek. A szövetekben kiszűrik az idegen anyagokat, feladatuk felismerni és elpusztítani az adott anyagot. Az anyag lizoszómájába bejutva hidrogén-peroxidot, majd hipoklorid-aniont képeznek, ezzel pusztítva el a baktériumot.

#### Granulociták

Neutrofil granulocita, ahogy kilép a véráramból, utat váj magának, és fagocitózissal baktériumokat kebelez be

A fehérvérsejtek többségét a granulociták teszik ki. A véráram elhagyásával képesek a szövetekbe hatolni. Sejtplazmájukban számos, agresszív anyagot tartalmazó hólyag található, melyekkel a támadók ártalmatlanná tehetők. Más anyagokkal gyulladást válthatnak ki. Különböző csoportjaikat a Giemsa-festések alapján különítik el.
A granulociták 40–50%-a neutrofil. A gyulladás helyén kibocsátott citokinek hatására a megjelölt helyre vándorolnak. Bennük a hólyagocskák hidrolázokat, defenzint (a tartalom 30%-áig), mieloperoxidázt és proteázokat tartalmaznak, ez utóbbiakból elasztázt, kollagenázt, neuramidázt és katepszin-G-t. Ezekkel utat tudnak vágni a szövetekbe, és eljutni a baktériumokhoz, melyeket bekebeleznek.
Az eozinofil granulociták a gyulladás helyén kibocsátott anyagok hatására a helyszínre vándorolnak, és IgE-antitesteket bocsátanak ki. Az élősködők elleni harcban van a legnagyobb szerepük; elszaporodásuk élősködőkre figyelmeztet. Szintén felszaporodnak allergia aktiválódása esetén.
A bazofil granulociták számos szabálytalan hólyagot tartalmaznak, melyekben többek között hisztamin és heparin található. Ha receptoraikkal olyan anyagot észlelnek, melyhez IgE-antigén kapcsolódik, akkor toxikus mediátorokat bocsátanak ki, mint hisztamint és PAF-ot. További fiziológiai szerepük még nem ismert.

#### Makrofágok

Egy makrofág felvesz egy antigént, hogy prezentálja a T-sejtekbe, ezzel adaptív immunválaszt kiváltva

A makrofágok szintén az immunrendszer járőrei, melyek érésük során elhagyják a véráramot, és a szövetekben veszik fel a harcot. Bekebelezik a behatoló idegeneket, a rákos, vírusos sejteket, a mérgeket és a bomlástermékeket. Ha a helyben található makrofágok nem képesek leküzdeni az ellenséget, akkor aktiválják az adaptív immunválaszt, az immunrendszer további sejtjeit hívva a helyszínre. Az általuk megemésztett ellenség fehérjéit kiteszik a maguk sejthártyájára, a saját fehérjéikkel együtt. Ezt a T-sejtek felismerik, és továbbítják az információt az adaptív immunrendszer számára.

### Limfociták
A védekezésben a főszerep a limfocitáknak jut. A limfociták a leukociták immunocita csoportjába tartoznak. A vörös csontvelőben termelődnek, de érésük során átkerülnek a nyirokszervekbe, s ott „várják” az aktiválódást. A vérben valójában kevés limfocita található, de a szervezet minden szövetében jelen vannak. Úgy képzeljük el, mintha a szervezetünk egy ország lenne, a limfociták pedig a védelmező katonák, s a nyirokszervek a bázisaik, állomáshelyük. Ha kórokozók jutnak a szervezetbe, akkor helyben vannak. A neutrofil granulociták, a makrofágok és a dendritsejtek például bekebelezéssel és megemésztéssel saját maguk tudják megsemmisíteni a kórokozókat, vagy immunmodulátorokkal és citokinekkel irányítani a védekezést, és riasztani további limfocitákat a behatolás környékére.

#### A nyirokszervek
A nyirokszerveknél megkülönböztetünk elsődleges és másodlagos nyirokszerveket. Az elsődleges nyirokszerv a csontokban található vörös csontvelő, valamint a csecsemőmirigy, ami a szegycsont alatt helyezkedik el. A vörös csontvelőben jönnek létre a limfociták őssejtjei. A tímusz (csecsemőmirigy) pedig a T-limfociták termeléséért felelős. A másodlagos nyirokszervek: lép, máj, mandulák, nyirokcsomók. Valójában itt válnak antigén-specifikussá a limfociták, s itt történik az idegen anyagok kiszűrése. 

#### Ölősejtek
Az 1975-ben felfedezett ölősejtek a veleszületett immunrendszer részei. Habár nincsenek antigénspecifikus receptoraik, mégis a limfocitákhoz számítjuk őket, mivel ugyanabból a sejttípusból fejlődnek ki a vörös csontvelőben.
Az egyik első védelmi vonal a kórokozókkal és a rákos sejtekkel szemben. Antigének helyett a hiányzó gént ismeri fel. Majdnem minden sejttípus esetén az egészséges sejtek membránja MHC-I-komplexet tartalmaz, de a rákos és a vírusos sejtek esetén ez hiányzik. Ez immunreakciót vált ki az ölősejtekből. Ezt a mechanizmust Klas Kärre svéd immunológus fedezte fel az 1980-as években.

#### T-limfocita

A citotoxikus T-sejt felismeri az antigént, melyet a fertőzött sejt MHC-I-komplexe prezentál

Az NK-sejtet aktiválja az MHC-I-komplex hiánya a fertőzött sejten

A vörös csontvelőben termelődő őssejtek egy csoportja a csecsemőmirigybe vándorol, és T-limfocita lesz belőlük (a „T” a tímuszt jelöli). Ezek antigénérzékeny sejtek, amelyek beérésük után lépnek a vérbe, valamint a nyirokrendszerbe. A T-limfocitákat szubpopulációkra lehet osztani, főleg funkcionális tulajdonságuk miatt:
- T-helper (TH): limfokineket termel, ezzel elősegítve a többi limfocita érését. Koordinálja az immunreakciót, aktiválódva osztódni kezdenek és hírvivő anyagokat bocsátanak ki. Az MHC-II-komplexekben prezentált antigénekre reagál. A TH1 altípus a sejtes, a TH2 altípus az antigén immunválaszt erősíti.
- T-iniciátor (Ti): érzékeli a prezentált antigént (a monociták a bekebelezett és lebontott kórokozók antigéntermészetű részeit egy speciális hordozófehérjéhez (MHC II) kapcsolva a saját felszínükre kihelyezik[10]), és beindítja az immunválaszt.
- T-suppressor (Ts): az immunreakciót szabályozza. Az 1990-es években felfedezett sejttípus a felszínén a CD4 receptor mellett más receptorokat is visel (CD25, FoxP3).[11] Felelős az immuntoleranciáért, bizonyos idő eltelte után gátolja az immunválaszt.
- T-cytotoxicus (Tc): aktiválódás után képes a sejtes antigént felismerni és elpusztítani. Az  MHC-I-komplexekkel prezentált antigéneket ismeri fel. A kórokozók, például vírusok által fertőzött sejtek állapotát észlelve a fertőzött sejthez tapadnak. Ebben CD8-receptoruk segíti őket.[12] Amennyiben további receptorok, például CD28-as is a sejthez tapad, gyorsan elkezdenek osztódni,  és olyan anyagokat bocsátanak ki, melyek elpusztítják a fertőzött sejtet.[13]
- T-killer (TK, NK): a működésükhöz nincs szükség a prezentált antigénekre. Az olyan sejteket támadják meg, amelyek felszínéről hiányoznak az I. osztályú hisztokompatibilitási fehérjék.[14]
- T-memória (TM): hosszú életidejű limfociták. Ha a szervezet már megküzdött egy adott fertőzéssel, annak antigénjét prezentálni tudják azt az immunitásban résztvevőknek.

A T-limfociták felelősek a szerv beültetését követően annak esetleges kilökődéséért is. Csak azokat az antigéneket ismerik fel, melyeket az immunrendszer többi sejtje prezentál, azaz az antigén MHC-fehérjével együtt a felszínén felmutat. Típusaikat a membránjukon található fehérjék szerint különböztetjük meg. Például a T-helper sejtek felszínén CD4, a T-cytotoxicus felszínén CD8-fehérje.

#### B-limfocita

Egy B-sejt antigénkontaktus után plazmasejtté alakul, ami speciális antitesteket termel

A B-limfocita elnevezésben a „B” onnan ered, hogy madarakban a Bursa Fabriciiben jönnek létre. Emlősökben azonban – így az emberben is – a vörös csontvelő termeli őket. A nyiroksejtek másik csoportja, amely a bél mentén található nyirokcsomókba és szervekbe vándorolva alakul át B-limfocitákká. Míg a T-limfociták hatásukat közvetlenül fejtik ki (enzimekkel bontva fel az antigént), addig a B-limfociták védekezése nem közvetlen. Visszakerülnek a nyirokszervekbe és ott másolódnak. A keletkezett sejtek citoplazmáján belül olyan endoplazmatikus háló jön létre, ami antitesteket fog termelni. Képesek szabad antigéneket is felismerni.
A B-limfocitáknak is vannak szubpopulációi:
- B-iniciátor (Bi): feladatuk az antigén felismerése és az antitest termelése.
- B-memória (BM): ezek nem vesznek részt nagy mennyiségű antitesttermelésben, hanem megjegyzik az antitestre jellemző aminosavcsoport-sorrendet. A működésük megegyezik a T-memória sejtével, csak nem az antigénre emlékeznek, hanem az adott antigén ellenanyagára (antitestére).

### Dendritikus sejtek

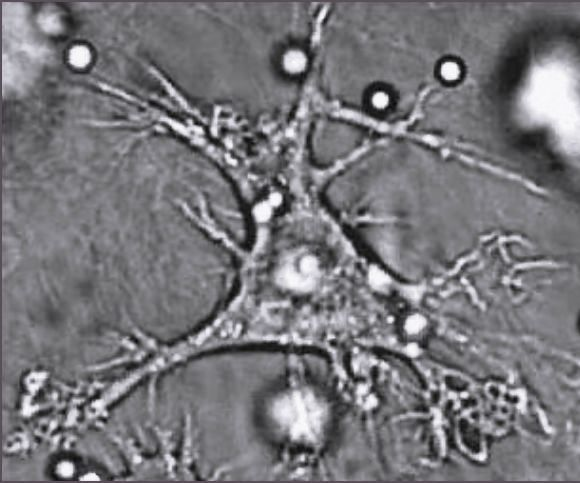
Dendritikus sejt

A dendritikus sejtek az immunrendszer egy különálló csoportja, mivel származásuk szerint lehetnek makrofágok vagy limfociták, de működésük hasonló. Bekebelezik a kórokozókat, majd a nyirokcsomókba vándorolva a felszínükre kitett antitestekkel aktiválják az adaptív immunválaszt. Ezzel egy dendritsejt 100–3000 T-sejtet aktivál, így hatékonyabb, mint a makrofágok. Arról is gondoskodnak, hogy saját, egészséges antigének ne okozzanak immunválaszt.  Főként a bőrben és a nyálkahártyákban vannak jelen. Képesek kapcsolatba lépni a B-sejtekkel és az ölősejtekkel.

### Antitest

Egy tipikus IgG-antitest felépítése
1. Fab-szakasz
2. Fc-szakasz
3. nehéz láncok
4. könnyű láncok
5. antigén kötési hely (Paratop)
6. kapcsolódási hely (zsanér)
(*) -S-S- diszulfidhidak

Az antigének ellen a már említett B-limfociták és plazmasejtek termelnek ellenanyagot. Az antitestek vagy immunglobulinok összekapcsolódnak az antigénnel, és antigén-antitest komplexet alkotnak. Az ellenanyagok kémiailag glikoproteinek, melyek négy polipeptid láncból épülnek fel. A láncok pedig diszulfid-hidakkal kapcsolódnak egymáshoz (-S-S-). Az antitesteknek öt típusát különböztetjük meg:
- IgG: az újszülöttet IgG-típusú immunoglobulinok védik a mikroorganizmusoktól élete első heteiben. Antibakteriális és antivirális hatású. Ide tartoznak az antitoxinok.
- IgA: a nyál, a könny, az orrváladék, a légúti váladék illetve a gyomor- és bélrendszer váladékának az ellenanyaga.
- IgM: immunológiai aktivitása nagy, mert felületén számos antigénkötőhely található.
- IgD: a legkisebb mennyiségben termelődő immunglobulin. Szerepe egyelőre nem ismert.
- IgE: allergénnel kapcsolódva allergiás reakciót okoz: az általa aktivált anyagokból ilyenkor különböző mediátorok szabadulnak fel, amelyek a tüneteket okozzák.

A falósejtek jobban felismerik az antigén-antitest komplexet, mint egyedül az antigént. Ez a komplex aktiválja a komplementrendszert is, melynek működése kilyukasztja a behatoló sejthártyáját. Mindezek a folyamatok ártalmatlanná teszik az antigént és a behatolót is.
A legegyszerűbb antitestek két nehéz és két könnyű láncból állnak. A nehéz láncok rögzítik az antitestet az antigénhez. Az antigéneket termelő sejtek létrehozása során szomatikus rekombináció, szomatikus hipermutáció és kombináció megy véghez, amivel rengeteg típus jöhet létre. A saját anyagokat felismerő antitesteket és az ezeket termelő sejteket külön mechanizmusok szűrik ki.

### Komplementrendszer
A komplementrendszer alatt azt a vérplazma globulinfehérjéinek összességét értjük, amely tagjai képesek átalakulni anyagok hatására olyan termékekké, amelyek oda vonzzák és aktiválják a falósejteket, valamint a vékonyabb membránnal rendelkező baktériumokba furakodnak és kilyukasztják őket. A veleszületett immunrendszer része, és több, mint 30 különféle tulajdonságú fehérje tartozik hozzá. A proteázok a sejtfalakat is képesek tönkretenni. Az anafilatoxinok hozzájárulnak a gyulladáshoz, kitágítva az ereket. 

### Interleukinok
Az interleukinok az immunrendszer kommunikációs eszközei. Már 2009 novemberében is többet ismertek, az IL-1-től az IL-35-ig. Ezek között vannak aktiválók, valamint növekedést, érést, osztódást serkentő anyagok is.

## Immunrendszeri betegségek

### Súlyos immunhiányos állapotok
Az immunhiányos betegségek (SCID) lehetnek kombinált eredetűek (veleszületett + káros környezeti hatások), de hátterük rendszerint már gyermekkorban kiderül. Nemritkán kerül miattuk csontvelő-átültetésre sor. A probléma megnyilvánulhat gyakori, visszatérő fertőzésekben (arcüreg-, tüdőgyulladás). Ilyenkor – körülbelül havonta – immunglobulin-infúziós kezelésben részesül a beteg, így megelőzhető a potenciálisan életveszélyes fertőzések jelentkezése. 
További veleszületett immungyengeségek: Behçet-kór, DiGeorge-szindróma, szelektív immunglobulin-A-hiány, illetve Wiskott–Aldrich-szindróma. Mindegyik esetén az immunrendszer egy bizonyos része nem vagy csak gyengén működik.
Világszerte rendkívül elterjedt egy másik immunhiányos betegség, az AIDS (szerzett immunhiányos tünetegyüttes) melyet a HIV (humán immundeficiencia-vírus) okoz. A HIV az immunrendszer T-sejtjeit támadja meg. Lappangási ideje alatt egyre több sejtet pusztít el, míg a végén immunhiányos állapotot alakít ki. Ebben az állapotban elszaporodnak a tumorsejtek, és banális fertőzésekbe is belehalhat a beteg. Jelenleg még nem tudjuk sikeresen gyógyítani, csak a vírus szaporodását és az általa végzett rombolást féken tartani. A WHO szerint ez egy pandémia.
Bizonyos gyógyszerek, illetve autoimmun betegségek miatt visszaeshet a granulociták száma, ami a nyálkahártyák gyulladását és súlyos banális fertőzéseket okoz. Ez utóbbiak akár halálhoz is vezethetnek. 
Súlyos immunhiányos állapotokban a szokásos védőoltások is halálosak lehetnek, ezért ezeket a betegeket nem oltják be. Csak a nyájimmunitás védi őket.

### Immunrendszeri túlérzékenység
Autoimmun betegség esetén az immunrendszer saját struktúrákkal szemben kialakult toleranciája megszűnik, különböző okok miatt a szervezet anyagait tekinti idegennek, és a saját sejteket, szerveket támadja meg. 
Egyik ilyen kórkép, a sclerosis multiplex esetében az idegrostokat védő mielinhüvely károsodik a saját anyagokat megtámadó T-limfociták, makrofágok, ellenanyag-molekulák és a komplementrendszer működése következtében. Az 1-es típusú cukorbetegség esetén az immunrendszer a hasnyálmirigyben lévő Langerhans-szigetek sejtjeit pusztítja el, inzulinfüggő cukorbeteggé téve a beteget. A reumatoid artritisz az ízületi burok gyulladása, de további szerveket is érinthet.
Az immunrendszer fokozott (és „kisiklott”) működése okozza az allergiás reakciók kialakulását. Az allergia kialakulásában az adott egyén genetikai adottságai mellett a környezeti tényezők és az immunrendszer szabályozó működésének zavarai is szerepet játszanak. Az allergiás reakció kulcsszereplői a vérben található bazofil és eozinofil granulociták (granulált leukociták), és a test minden részében elszórtan jelen lévő hízósejtek, valamint az allergén hatására termelődő jellegzetes IgE típusú ellenanyag-molekulák. Az allergén hatására az IgE ellenanyag közvetítésével aktiválódnak a sejtek, ami az allergiás reakció jellemző tüneteit okozó anyagok kiszabadulását eredményezi a sejtekből. Ha az egész testben aktiválódnak, úgy súlyos tüneteket, akár anafilaxiás sokkot is okozhatnak. 
A citokinek is kiválthatnak túlzott immunreakciót, ha termelésük elszabadul.

### Rák

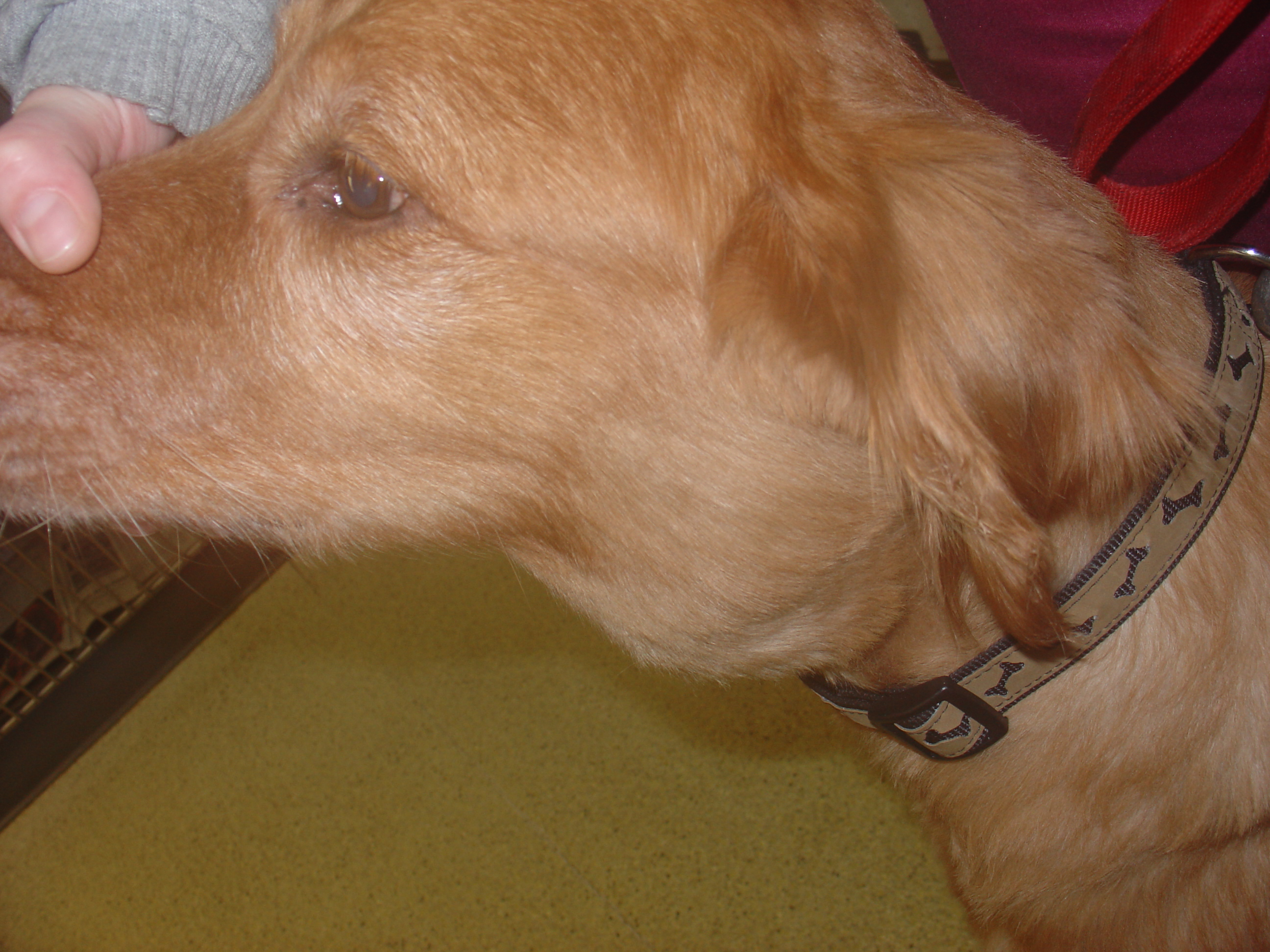
Megnagyobbodott nyirokcsomók egy limfómás golden retrievernél

Az immunrendszer is elrákosodhat, hasonlóan a többi szervhez. Ez a rák a keringéssel testszerte megtalálható, és immungyengeséget okoz, illetve a csontvelőben a vérképzést is rontja. Mivel sok különféle sejttípus és őssejt tartozik hozzá, azért az immunrendszer rákjai is sokfélék. A csontvelőben alakulnak ki a leukémiák (limfoid, mieloid), a nyirokcsomókban a limfómák. 
Más rákos betegségek esetén az immunterápia az immunrendszer erősítésével küzd a rák ellen.

### További gyengeségek
Ha a vírusok olyan rétegbe vannak burkolva, ami nem hat idegennek, akkor az immunrendszer a vírust nem ismeri fel. 
A behatolókkal szemben a rákos sejtek nem váltanak ki gyulladást, és így nem aktiválódik immunválasz. Egyes tumorok kiválóan álcázzák magukat. Hogyha nincsenek tumorasszociált antigének, akkor az immunrendszer nem tud védekezni, így a daganat tovább nő, és áttéteket képez.
Jelen ismereteink szerint az immunrendszer tehetetlen a prionokkal szemben; sőt, még támogatja is annak terjedését. A kísérletekben az immungyenge egerek immunisak voltak a bevitt prionokkal szemben, viszont a jól működő immunrendszerűek megbetegedtek.

## Befolyásolása
Az immunrendszer védekezőképessége az immunkompetencia. A védekezőképesség különféleképpen befolyásolható.

### Erősítése
A védőoltás egy módszer arra, hogy az immunválasz erősebbé váljon. Az aktív immunizálás az oltás gyakoribb formája, ami megelőző jellegű. Célja, hogy az immunrendszer megtanulja felismerni az adott kórokozót, anélkül, hogy ehhez át kellene vészelni egy betegséget. Használnak élő, de legyengített kórokozókat, elölt kórokozókat, immunválaszt kiváltó fehérjéket és cukrokat. Ezeket védőoltással juttatják a szervezetbe, ami a természetes immunreakciókhoz hasonlóan védettséget alakít ki. 
Ma már a saját rákja ellen is beolthatják a beteget.
Az oltás másik formája a passzív immunizálás, amikor a beteg antigéneket kap a betegsége ellen. Ezek a saját immunrendszer mozgósítása nélkül segítenek leküzdeni a kórokozót. Az oltóanyaghoz az antitesteket a betegségből gyógyultak véréből nyerik ki.
A táplálékkiegészítők és alternatív kiegészítők esetén a reklámokban gyakran elhangoznak az immunrendszer erősítésére utaló kifejezések. Ezeknek az általános, nem igazolt előnyöknek a reklámozását az Európai Unió tiltja, kivéve, ha az erre jogosult szervezet adatainak is megfelel. Ehhez tudományosan igazolt hatásmechanizmus szükséges.
Az immunrendszer egészségét a kiegyensúlyozott táplálkozás, az elegendő alvás és a tartós stressz kivédése alapozza meg. A kiegyensúlyozott táplálkozás minden szükséges anyagot megad a szervezetnek, így ásványi anyagokat, például vasat, cinket és szelént, illetve vitaminokat is.
A fitnesz és wellness tekintetében is gyakran állítják, hogy bizonyos módszerek erősítik az immunrendszert. Erre példák: az erőnléti edzés, a rendszeres keményítés, a szauna és a Kneipp-kúra. Pszichoterápiákkal kezelhető a stressz, így támogathatják az immunrendszer működését. A klinikai hipnoterápia megfelelő szuggesztiókkal szintén hozzájárul az immungyenge betegek állapotának javulásához.
Habár ezeknek a módszereknek a hatásosságát néhány tanulmány alátámasztja, további kutatásokra lenne szükség ahhoz, hogy tudományosan megfelelően bizonyítottnak tekintsék a hatást. Eltekintve az immungyenge és immunhiányos állapotoktól, nincs egyértelmű módszer arra, hogy összehasonlítsák a kezelés előtti és utáni állapotokat. A megfelelő szabályozás nélküli kezelés erősítheti az allergiát, az asztmát, vagy akár halálos citokinvihart idézhet elő.
Egy új felfedezés szerint a központi idegrendszer a bolygóidegen keresztül kapcsolatban áll az immunrendszerrel, 2016 közepén holland kutatók gyenge elektromos impulzusokkal pozitív hatást értek el a reumatoid artritisz kezelésében.

### Segítség az immunrendszernek
Az antibiotikumok a szervezet segítsége nélkül is elpusztítják a rájuk érzékeny kórokozókat (például egy Petri-csészében lévő táptalajon).

### Gyengítése
Bizonyos esetekben szükség lehet az immunrendszer gyengítésére vagy kiiktatására. Ilyen esetek az immunrendszer túlműködése (allergiák, autoimmun betegségek), illetve a szervátültetés. A legrégebbi hatóanyag a kortizol előanyaga, a kortizon. Az újabb hatóanyagok, mint a takrolimusz vagy a ciklosporin hatékonyabbak, és kevesebb a mellékhatásuk.
A szervátültetettek immunrendszerét annyira legyengítik, hogy nem lehet őket oltani.
A terhesség során termelődő progeszteron gyengíti az anya immunrendszerét, ezáltal csökkentve annak esélyét, hogy az a magzat ellen forduljon. Bizonyos esetekben a terhesség után az immunrendszer időlegesen a normálisnál magasabb szintre is visszaállhat, ami növeli az anya kitettségét az autoimmun betegségeknek.

### Károsító hatások
Az öregedés mellett további természetes okok is ronthatják az immunrendszer működőképességét. Ilyen tényezők a hiányos táplálkozás (szükséges ásványi anyagok és vitaminok hiánya), a krónikus betegségek, a kábítószerek, az alkohol és a dohányzás, vagy a mérgező anyagok bejutása a szervezetbe. További károsítók a túlzott stressz, az alváshiány, a kevés mozgás és a tartós hidegnek kitettség, ami akár hipotermia is lehet. Ugyanakkor a túlzott megerőltetés is káros lehet, ami sportolás esetén „nyitott ablak jelenségként” ismert. Több tényező hatása esetén a helyzet súlyosbodik.
A stressz eredeti célja az, hogy felrázza a szervezetet, mivel annak egy olyan helyzettel kell szembenéznie, ami veszélyezteti a rövid távú túlélését. Hatására a szervezet megváltoztatja az állapotát, és erőforrásokat csoportosít át azoktól az alrendszerektől, melyek sok energiát igényelnek, de nem segítik a rövid távú túlélést. Ezek közé tartozik az immunrendszer. Az immungyengítő hatást a mellékvese kérgének glükokortikoidjai, emberben főleg kortizol közvetíti. Ha ezek mennyisége megnő, akkor a hipofízis (agyalapi mirigy) elülső lebenye fokozza az adrenokortikotropin termelését, ez pedig csökkenti a citokinek mennyiségét. Krónikus stressz esetén a szervezet az adaptív immunrendszert is visszafogja, így a T- és a B-sejtek működését is.

### A napfény szerepe
A napfény erősíti az immunrendszert. A tuberkulózis terápiájának már a huszadik század elején része volt a napfürdő. Emögött a következő mechanizmus áll: az immunrendszer egyes sejtjeit a baktériummal való találkozás aktiválja. Ekkor a sejt a D-vitamin előanyagát bocsátja ki, és ezzel egy időben fokozottabb működésre kapcsol a D-vitamint felismerő receptora. A napfény átalakítja az előanyagot D-vitaminná, ami a sejt D-vitamint felismerő receptorához fűződik. Erre a sejt elkezd a baktérium ellen katelicidint termelni. Ez az összefüggés magyarázza, hogy miért fogékonyabbak a sötét bőrű emberek a TBC-re: bőrükben kevesebb a D-vitamin előanyaga. Ezen azonban segíthet a D-vitamin szedése. 
Azonban a hatás nem ilyen egyértelmű, ugyanis az UV-B sugarak zavarják a T-sejtek által kiváltott immunválaszt. Az erős UV-B-sugárzás különféle típusú bőrrákokat okoz, és gyengíti a védekezést a kórokozókkal és az élősködőkkel szemben.

### Evolúciós összefüggések
A kórokozók és a gazdaszervezet közötti kölcsönhatás alakul ki, aminek hatására alkalmazkodnak egymáshoz. A gazdaszervezet érdeke az, hogy legyőzze a kórokozókat; a kórokozók érdeke pedig az, hogy elég hosszan együtt tudjon élni a gazdaszervezettel és élősködni rajta. A kórokozó kihívást jelent az immunrendszer számára, hiszen egy betegség megnehezíti a túlélését, sőt, akár bele is halhat. A kórokozó számára mind a túl erős immunrendszer, mind a gazda túl korai halála jelentik a fő problémákat. Végeredményben együtt él a gazda a saját kórokozóival. Az együttélés akár át is alakulhat, az egykori kórokozó elveszíti a gazdaszervezetre káros tulajdonságait, így elkerüli az immunválaszt is, mert nem érdemes ellene védekezni. Egyes elméletek szerint a mitokondriumok is eredetileg élősködők voltak, csak később váltak szimbiótákká, végül nélkülözhetetlen sejtszervecskékké.
Valójában nem is azok a kórokozók a veszélyesek, amelyek már régóta ismertek egy faj, például az ember számára. Az igazi veszélyt az új kórokozók jelentik, melyek tulajdonságai sok tényezőtől függenek. Az átlagos letalitás – halálozási arány – mutatja, hogyan állnak a kórokozók az emberhez való alkalmazkodással.
Az összefüggések felismerésével az immunológia jobban megérti a kórokozók működését, és következtetésekre jut törzsfejlődésükkel kapcsolatban. Azonban vannak olyan eredmények, melyeket nem lehet ezekkel a mechanizmusokkal magyarázni, emiatt nem tekinthetőek kétségtelen bizonyítéknak az evolúcióelmélet számára.

### Hatása a párválasztásra
A Max Planck Immunológiai Intézet állatokkal végzett vizsgálatai alapján kapcsolatot találtak az egyedek immunrendszere és párválasztásuk között. A szaglással szerzett értesülés információt tartalmaz a fajtársak közötti genetikai eltérésekről és egyediségről. Az immunrendszer a sejtek felszínén levő MHC-komplexek segítségével ellenőrzi a saját sejtek állapotát. A szaglórendszer ugyanezeket az anyagokat észleli, és az idegrendszer ez alapján következtet a saját és a fajtársak genetikai állapotára.

## Fogalmak
- immunitás: a szervezet olyan válaszképessége valamely kórokozóval vagy toxinnal szemben, amely azt a károsodástól megvédeni képes
- antigén vagy immunogén: idegen anyag, olyan idegen szerves molekula mely a szervezetben immunválaszt vált ki
- antitest vagy ellenanyag: a szervezet által termelt molekula (immunglobulin, Ig), mely specifikusan képes kötődni antigén(ek) bizonyos jellegzetes részeihez
- epitóp: az antigén-molekula azon része, melyhez az antitest kötődik
- keresztreakció: az a jelenség, amikor egy antitest több különböző antigénhez képes kötődni (vagyis nem teljesen specifikus); keresztreakció okoz egyes immunológiai mechanizmusú betegségeket, például a reumás lázat

## Fordítás
Ez a szócikk részben vagy egészben  az   Immunsystem című német Wikipédia-szócikk fordításán alapul.  Az eredeti cikk szerkesztőit annak laptörténete sorolja fel. Ez a jelzés csupán a megfogalmazás eredetét és a szerzői jogokat jelzi, nem szolgál a cikkben szereplő információk forrásmegjelöléseként.